# Département Dourbali
Das Département Dourbali ist ein Département im Südwesten des Tschad. Es liegt im nördlichen Teil der Provinz Chari-Baguirmi, die Hauptstadt ist Dourbali.

## Verwaltungsuntergliederung
Im Jahr 2018 wurden die Départements der Provinz Chari-Baguirmi neu gegliedert; dabei entstand das Département Dourbali.
Das Département ist in die folgenden vier Unterpräfekturen unterteilt:
- Maï-aich
- Dourbali
- Ligna
- Bougoumene